# Vladimír Václav Heinrich
Vladimír Václav Heinrich (7. září 1884 Peruc – 30. května 1965 Praha) byl český astronom, astrofyzik, matematik, vysokoškolský pedagog, odborný spisovatel a publicista. 

## Život
Narodil se v Peruci nedaleko Loun do české rodiny lékaře. Mládí prožil v Příbrami, kde otec působil, a absolvoval zde gymnázium, následně odešel za studiem do Prahy, kde vystudoval matematiku a fyziku na Filozofické fakultě Univerzity Karlovy u profesorů Gustava Grusse a Františka Nušla. Po absolutoriu roku 1910 absolvoval zahraniční stáž ve hvězdárnách ve Štrasburku, Heidelbergu a Göttingenu. Roku 1913 habilitoval z teoretické astronomie a začal vyučovat na Univerzitě Karlově, současně učil na gymnáziu. 
Roku 1916 se stal odborným asistentem univerzitní hvězdárny a roku 1919 byl jmenován jejím vedoucím. Významně se zasloužil o její materiálové i personální rozšíření, včetně modernizace, mj. koupě nového dalekohledu. Téhož roku byl jmenován mimořádným profesorem astronomie na české sekci Univerzity Karlovy, roku 1926 získal řádnou profesuru. V létě 1932 odcestoval do USA, kde absolvoval odbornou stáž na několika hvězdárnách. Po vyostřeném sporu, kterým se mj. zabývala také policie, byl funkce vedoucího hvězdárny roku 1934 zbaven. Na fakultě přestal působit s uzavřením vysokých škol v Protektorátu Čechy a Morava roku 1939, po osvobození Československa se k univerzitní pedagogické práci vrátil. Definitivně odešel do penze roku 1957.
Zemřel 30. května 1965 v Praze ve věku 80 let. 

## Dílo
V odborné činnosti se věnoval především měřením hvězd, nebeskou mechanikou či tzv. problémem tří těles.

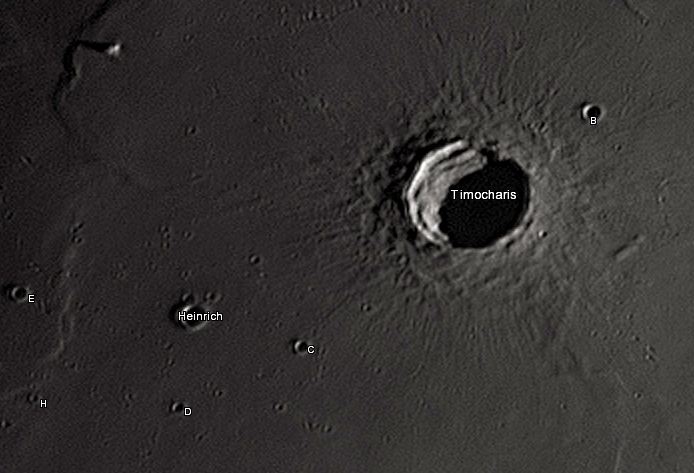
Kráter Heinrich na povrchu Měsíce

Na jeho počest byl pojmenován kráter na povrchu odvrácené strany Měsíce, Heinrich.